# 佩卡·涅米 (举重运动员)
佩卡·涅米（芬蘭語：Pekka Niemi，1952年11月14日—），芬兰男子举重运动员。他曾代表芬兰参加1980年和1984年夏季奥林匹克运动会举重比赛，其中1984年奥运会获得一枚铜牌。